# جنون (فیلم ۱۹۷۲)
جنون (انگلیسی: Frenzy) فیلمی دلهره آور به کارگردانی و تهیه‌کنندگی آلفرد هیچکاک است که در سال ۱۹۷۲ منتشر شد. این فیلم، فیلم ماقبل آخر هیچکاک است و مثل فیلم‌های معروفش، سر و صدا نکرده‌است.
از بازیگران آن می‌توان به آنا مسی، ویوین مرچنت، آلک مک‌کاون و جین مارش اشاره کرد.جنون سومین و آخرین فیلمی بود که هیچکاک پس از مهاجرت به هالیوود در سال ۱۹۳۹ در بریتانیا ساخت.

## بازیگران
- جان فینچ
- آلک مک‌کاون
- بری فوستر
- بیلی وایتلا
- آنا مسی
- باربارا لی-هانت
- برنارد کریبینز
- ویوین مرچنت
- مایکل بیتس
- جین مارش
- کلایو سوئیفت
- مج راین
- السی راندولف
- جرالد سیم
- نوئل جانسون
- جان بوکسر
- جورج تاوی
- جیمی گاردنر
- ریتا وب
- مایکل شرد
- مایکل بیلتون
- ریچارد وایلر